# Triptiek (beeldende kunst)

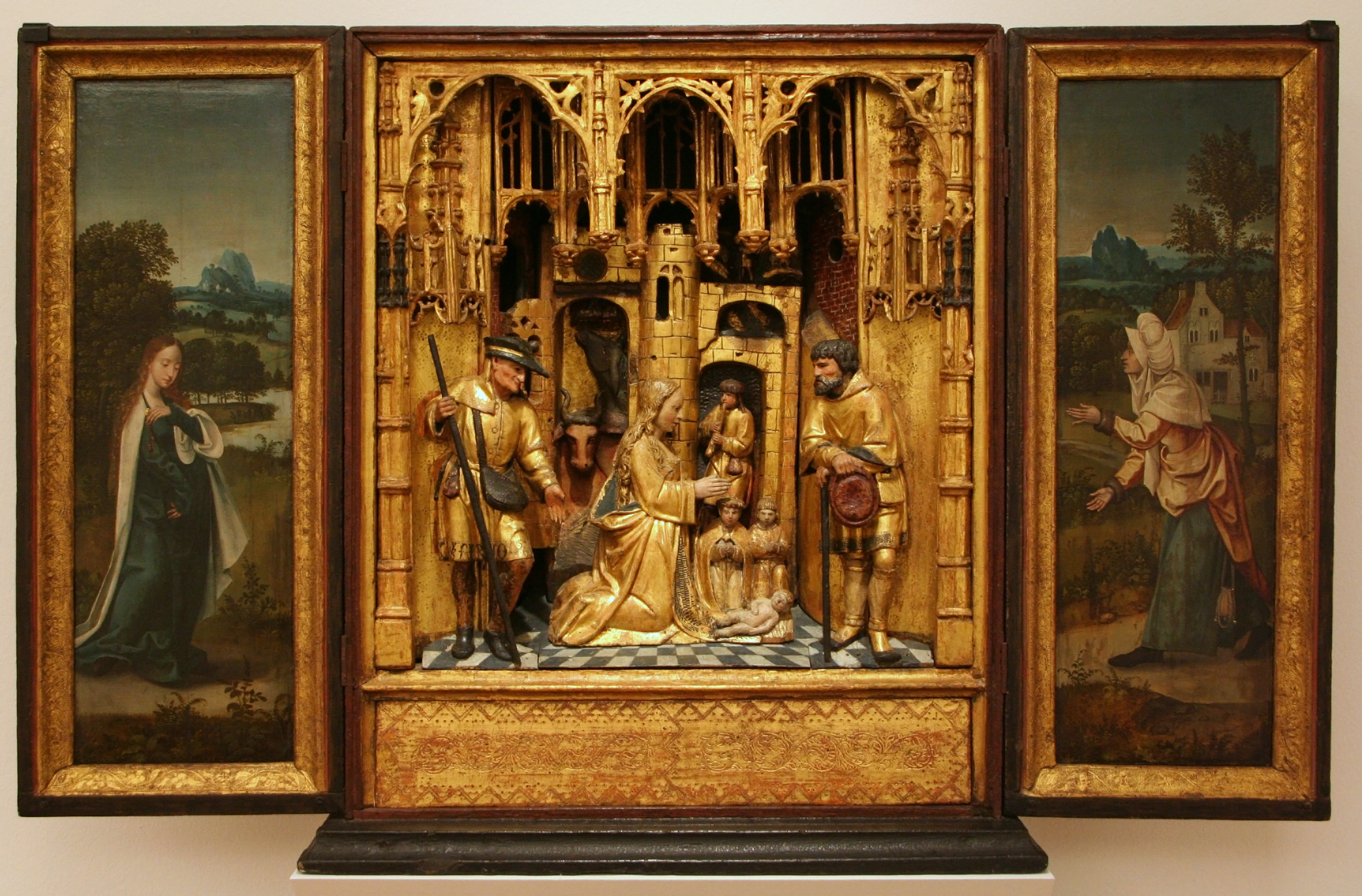
Drieluik bestaande uit houtsnijwerk en beschilderde zijpanelen (Bonnefantenmuseum, Maastricht)

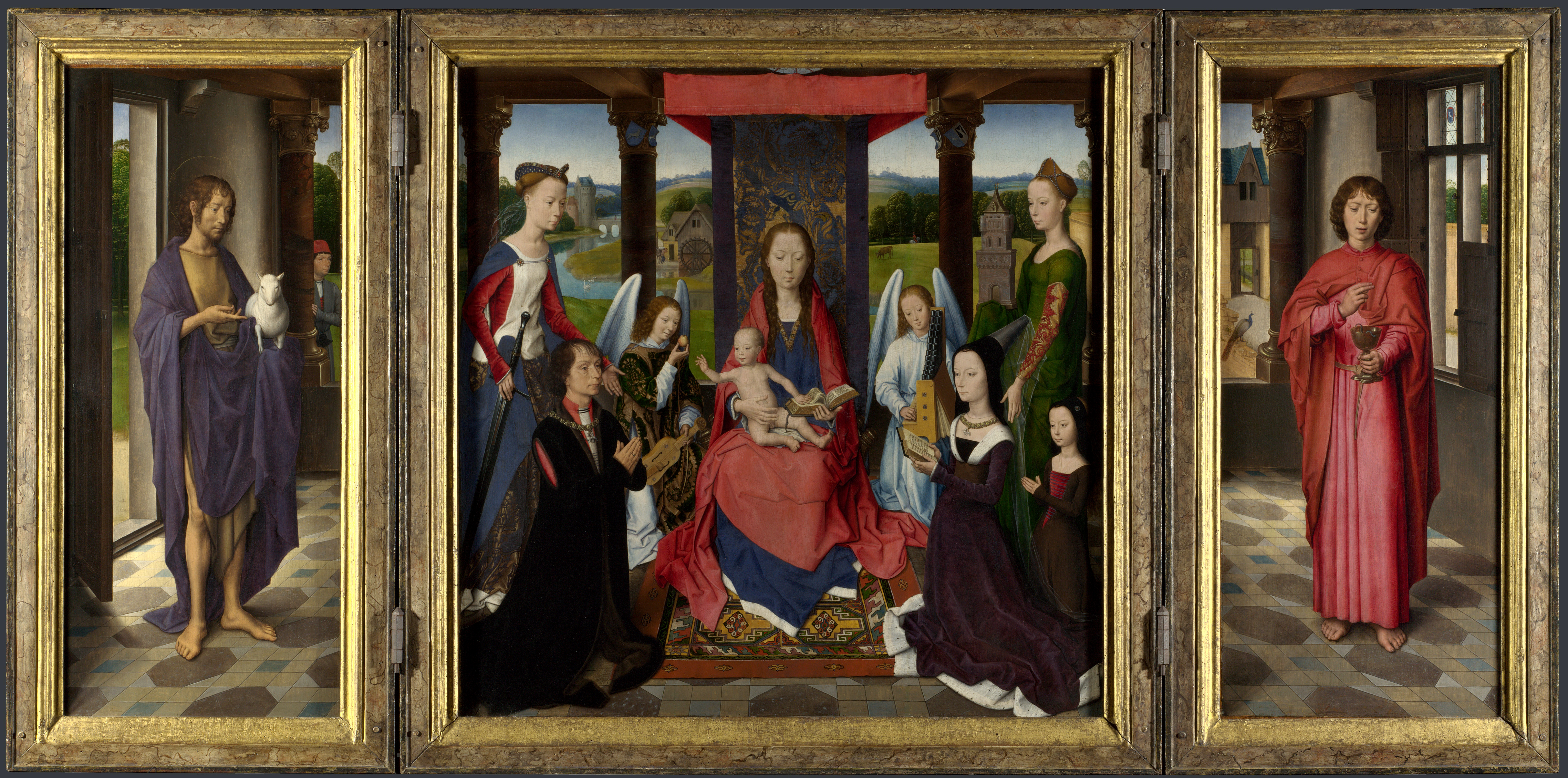
Drieluik van Hans Memling, ca. 1478 (National Gallery, Londen)

Een triptiek of drieluik (Grieks: triptychon; tri = drie; ptychē = vouw) is een driedelig kunstwerk, meestal een op houten panelen geschilderd schilderij of een gebeeldhouwd retabel, soms een combinatie van beide. Vaak zijn de drie delen van het drieluik met scharnieren aan elkaar bevestigd, zodat deze geopend of gesloten kunnen worden. Het rechter- en linkerzijpaneel zijn meestal even breed en smaller dan het middenpaneel. Bij scharnierende drieluiken is het middenpaneel meestal dubbel zo breed als de zijluiken, zodat bij sluiting het gehele middenpaneel bedekt is. Bij meer dan twee zijluiken spreekt men van een polyptiek of veelluik.
De term drieluik is in het dagelijks spraakgebruik uitgebreid tot allerhande werken waar drie delen of drie fasen aan te onderscheiden zijn.

## Geschiedenis
Triptieken zijn al bekend uit de Byzantijnse kunst, waarbij het meestal gaat om ivoorsnijkunst. De zijpanelen konden worden toegeklapt, waardoor het triptiek beschermd was en geschikt was als reisaltaar. Bij triptieken die onderdeel waren van een groter altaar in een kerk of kapel, waren de zijluiken een groot deel van het kerkelijk jaar gesloten, waardoor alleen de afbeeldingen op de buitenkant van de zijpanelen zichtbaar waren. Op feestdagen werd het drieluik geopend.
Triptieken werden vooral toegepast in de late middeleeuwen en de renaissance, meestal bedoeld als retabel voor een altaar. Bekend zijn de gebeeldhouwde retabels van Veit Stoss en Jan Borreman en de geschilderde drieluiken van Hans Memling, Rogier van der Weyden en Jeroen Bosch. Uit de barokperiode zijn vooral de drieluiken van Peter Paul Rubens bekend. Soms werden op de achterpanelen grisailles of wapenschilden van opdrachtgevers geschilderd. Vaak werden dezen ook in portretten op de zijpanelen vereeuwigd, soms als onderdeel van een religieuze voorstelling. Meestal was aan een dergelijk altaar een fundatie verbonden, wat betekent dat betaald was voor het opdragen van missen bij het altaar om het zielenheil van de schenkers te bevorderen.

## Moderne toepassingen
Schilderijen bestaande uit drie of meer doeken of panelen worden ook in de moderne kunst weer toegepast. Bekend zijn de triptieken van Francis Bacon en Mark Rothko. De in Brugge woonachtige Nederlandse schilder Evert Thielen maakt eveneens moderne drieluiken maar met de werkwijze van de middeleeuwse meesters. 
Drieluiken worden tegenwoordig ook gebruikt bij fotografie. Deze moderne drieluiken kunnen bestaan uit drie afzonderlijke foto's of één grote afbeelding, die verdeeld is in drie delen. De drie delen worden afgedrukt op canvas en opgespannen op houten spieramen.

## Bekende triptieken
- Mérode altaarstuk (ca. 1427-1432) van Robert Campin (Metropolitan Museum of Art, New York)
- Braque-triptiek (1452) van Rogier van der Weyden (Louvre, Parijs)
- Triptiek van Jan Floreins (1479) en Triptiek van Adriaan Reins (1480) van Hans Memling (Groeningemuseum, Brugge)
- Tuin der lusten (ca. 1485) en Driekoningen-drieluik (ca. 1495) van Jheronimus Bosch (Prado, Madrid)
- Heremieten-drieluik (ca. 1493 of later) en Drieluik van de gekruisigde martelares (ca. 1497 of later) van Jheronimus Bosch (Dogepaleis, Venetië)
- Kruisdraging, zijpaneel van een drieluik (ca. 1500) van Jheronimus Bosch (Kunsthistorisches Museum, Wenen)
- Antonius-drieluik (ca. 1501 of later) van Jheronimus Bosch (Museu Nacional de Arte Antiga, Lissabon)
- Het laatste oordeel (1527) van Lucas van Leyden (Museum De Lakenhal, Leiden)
- Triptiek van Nava y Grimón (ca. 1546) van Pieter Coecke van Aelst (Museum voor Schone Kunsten, Santa Cruz de Tenerife)
- De verrijzenis van Christus (1611-1612) van Peter Paul Rubens (Onze-Lieve-Vrouwekathedraal, Antwerpen)
- Triptiek van Morrison (1500-1510) van een anonieme kunstenaar (Toledo museum of art, Toledo)